# Сваровски-Тироль
«Сваровски-Тироль» — австрийский футбольный клуб из Инсбрука, существовавший с 1986 по 1992 год, когда он был расформирован. За это время клуб смог дойти до полуфинала Кубка УЕФА (1986/87), дважды стать чемпионом Австрии и один раз обладателем кубка Австрии по футболу.

## История
Клуб был создан производителем кристаллов Swarovski из игроков «Ваккер» (в 1971 году команда «Сваровски» из города Ваттенс была присоединена к «Ваккеру»). В конце сезона 1985/86 лицензия Бундеслиги «Ваккера» была передана «Сваровски-Тироль». Под руководством Эрнста Хаппеля команда выиграла чемпионат Австрии в 1989 и 1990 годах и завоевала Кубок Австрии в 1989 году. Однако в 1992 году команда была распущена, а её лицензия возвращена «Ваккеру», которой через год передал её вновь образованному клубу «Тироль».

## Достижения
- Победитель чемпионата Австрии (2): 1988/89, 1989/90
- Второе место в чемпионате Австрии (1): 1990/91
- Обладатель кубка Австрии (1): 1988/89
- Финалист кубка Австрии (2): 1986/87, 1987/88
- Участник суперкубка Австрии: 1987, 1989, 1990